# 176
| 176                |
| ------------------ |
| Dødsfald - Fødsler |
|                    |

| Gregoriansk kalender | 176 CLXXVI              |
| Ab urbe condita      | 929                     |
| Armensk kalender     | I/T                     |
| Kinesiske kalender   | 2872 – 2873 乙卯 – 丙辰 |
| Etiopisk kalender    | 168 – 169               |
| Jødisk kalender      | 3936 – 3937             |
| Hindukalendere       |                         |
| - Vikram Samvat      | 231 – 232               |
| - Shaka Samvat       | 98 – 99                 |
| - Kali Yuga          | 3277 – 3278             |
| Iransk kalender      | 446 BP – 445 BP         |
| Islamisk kalender    | 460 BH – 459 BH         |

Se også 176 (tal)